# Yonthe Grande
Yonthe Grande es una localidad de México perteneciente al municipio de Alfajayucan en el estado de Hidalgo.

## Geografía
A la localidad le corresponden las coordenadas geográficas 20° 28’ 25.511” de latitud norte y 99° 21’ 58.083” de longitud oeste, con una altitud de 1801 m s. n. m. Se encuentra a una distancia aproximada de 8.14 kilómetros al norte de la cabecera municipal, Alfajayucan.
En cuanto a fisiografía se encuentra dentro de la provincia del Eje Neovolcánico dentro de la subprovincia de Llanuras y Sierras de Querétaro e Hidalgo; su terreno es de lomerío y llanura. En lo que respecta a la hidrología se encuentra posicionado en la región Panuco, dentro de la cuenca del río Moctezuma, en la subcuenca del río Alfajayucan. Cuenta con un clima semiseco templado.

## Demografía
En 2020 registró una población de 317 personas, lo que corresponde al 1.65 % de la población municipal. De los cuales 145 son hombres y 172 son mujeres. Tiene 77 viviendas particulares habitadas.
| Gráfica de evolución demográfica de Yonthe Grande entre 1921 y 2020                                         |
| |
| Población de los censos y conteos del Instituto Nacional de Estadística y Geografía (INEGI) de 1921 a 2010. |

## Economía
La localidad tiene un grado de marginación alto y un grado de rezago social bajo.